# Província de Coclé
La província de Coclé és una subdivisió de Panamà. Limita al nord amb la Província de Colón, sud amb la Província d'Herrera, a l'est amb la Província de Panamà Oest a l'oest amb la Província de Veraguas.

## Districtes i corregimientos de Coclé
| Districtes | corregimientos                                                                                             | Capital de Districte |
| ---------- | --- | -------------------- |
| Aguadulce  | Aguadulce, El Cristo, El Roble, Pocrí, Barrios Unidos                                                      | Aguadulce            |
| Antón      | Antón, Cabuya, El Chirú, El Retiro, El Valle, Juan Díaz, Río Hato, San Juan de Dios, Santa Rita, Caballero | Antón                |
| La Pintada | La Pintada, El Harino, El Potrero, Llano Grande, Piedras Gordas, Las Lomas                                 | La Pintada           |
| Natá       | Natá, Capellanía, El Caño, Guzmán, Las Huacas, Toza                                                        | Natá                 |
| Olá        | Olá, El Copé, El Palmar, El Picacho, La Pava                                                               | Olá                  |
| Penonomé   | Penonomé, Cañaveral, Coclé, Chiguirí Arriba, El Coco, Pajonal, Río Grande, Río Indio, Toabré, Tulú         | Penonomé             |

## Geografia
El clima és tropical plujós, amb precipitacions de l'ordre dels 2.500 mm anuals, que en alguns punts del nord de la província arriba als 4.000 mm. Els rius principals de la província vessen a l'oceà Pacífic (Grande, Chico,) i en el límit nord del territori tenen origen alguns corrents que, a través del Coclé del norte, van al Carib.